# Уравнение с малым параметром
Уравнение с малым параметром — скалярное или векторное дифференциальное уравнение, в котором имеется коэффициент, малый по сравнению с другими. Этот параметр может стоять в правой части дифференциального уравнения, при этом говорят о регулярном возмущении уравнения. Кроме того, малый параметр может стоять при старшей производной, в этом случае говорят о сингулярном возмущении.
Регулярно возмущённая задача Коши (начальная задача):
{\displaystyle {\begin{cases}{\dfrac {dy}{dt}}=f(y,t,\varepsilon ),&t\in (0,T]\\y(0,\varepsilon )=y^{0}\end{cases}}},
при определённых условиях на правую часть её решение существует, единственно и, кроме того, имеет непрерывную зависимость от малого параметра {\displaystyle \varepsilon }.
Для решения уравнений с малым параметром в математической физике применяются специальные методы. Это связано с наличием различных эффектов, в том числе эффекта пограничного слоя.
Иногда под уравнением с малым параметром понимают и уравнение, малый параметр в котором стоит при производной по нормали в естественном граничном условии.
Часто в приложениях возникают задачи, в которых малый параметр стоит при старшей производной, например:
{\displaystyle {\begin{cases}\varepsilon {\dfrac {dy}{dt}}=f(y,t,\varepsilon ),&t\in (0,T]\\y(0,\varepsilon )=y^{0}\end{cases}}}.
Такую задачу принято называть сингулярно возмущённой. Если формально положить малый параметр равным нулю, то первое уравнение системы перестанет быть дифференциальным. По этой причине решение уравнения {\displaystyle 0=f(y,t,0)} может не удовлетворять начальному значению {\displaystyle y^{0}}. Именно в таких задачах может наблюдаться эффект пограничного слоя. Решение вблизи окрестности {\displaystyle t=0} справа испытывает резкое изменение. Эта область характеризуется большими градиентами и её часто называют областью погранслоя. Для решения подобных систем применяют асимптотические методы. Наиболее известны из них — метод Тихонова и метод Васильевой.